# Nesolagus timminsi
Nesolagus timminsi (або аннамітський смугастий кролик)  — вид зайцеподібних ссавців родини Зайцеві (Leporidae).

## Опис
Має сірий основний колір. Кілька темно-коричневих або чорних смуг є на спині, боках і  уздовж обличчя. Черево біле, хвіст забарвлений в червоний колір.

## Поширення
Країни поширення: Лаос, В'єтнам. Цей вид зустрічається у вологих вічнозелених лісах Аннамських гір.

## Загрози та охорона
Nesolagus timminsi в першу чергу загрожує полювання або пастки, або, можливо, меншою мірою собаки.